# Уладівка
Ула́дівка — село в Україні, у Іванівській сільській громаді Хмільницького району Вінницької області. Населення становить 2753 особи.
До 2020 Уладівській сільській раді були підпорядковані селище Матяшівка та села Іванопіль, Майдан-Бобрик і Пиківська Слобідка.

## Історія
Неподалік села збереглося городище скіфських часів, 7-3 ст. до н. е. У письмових джерелах село вперше згадується в 1570 році. Польська державна комісія, яка в той час уточнювала кордони Брацлавського воєводства, зазначила, що Уладівка входить до складу цього воєводства.
Олександр Пісочинський у 1637 надав фундуш для конвенту отців бернардинців під посвятою Святого Михаїла.

### Сучасність
У селі руїни цукрового заводу, залізнична станція,  непрацюючий спиртовий завод, три школи, паливний склад.

## Відомі люди
- Іванцов Всеволод Павлович (2001—2024) — капітан Збройних сил України, учасник російсько-української війни.
- Ян Непомуцен Потоцький — польський письменник (романіст, драматург), історик, етнограф, археолог, географ, соціолог, публіцист, редактор, видавець, бібліограф, мандрівник.
- Скляров Дмитро Сергійович (1983—2015) — молодший сержант Збройних сил України, учасник російсько-української війни.[3]
- Лавренов Олександр Євгенович  (2021-по сьогоднішній день захищає державну цілісність у війні РФ агресії проти України!